# Karl von Riepenhausen
Karl Wilhelm von Riepenhausen (* 31. Mai 1852 in Marburg; † 7. April 1929 in Binz) war Rittergutsbesitzer und Mitglied des Deutschen Reichstags.

## Leben

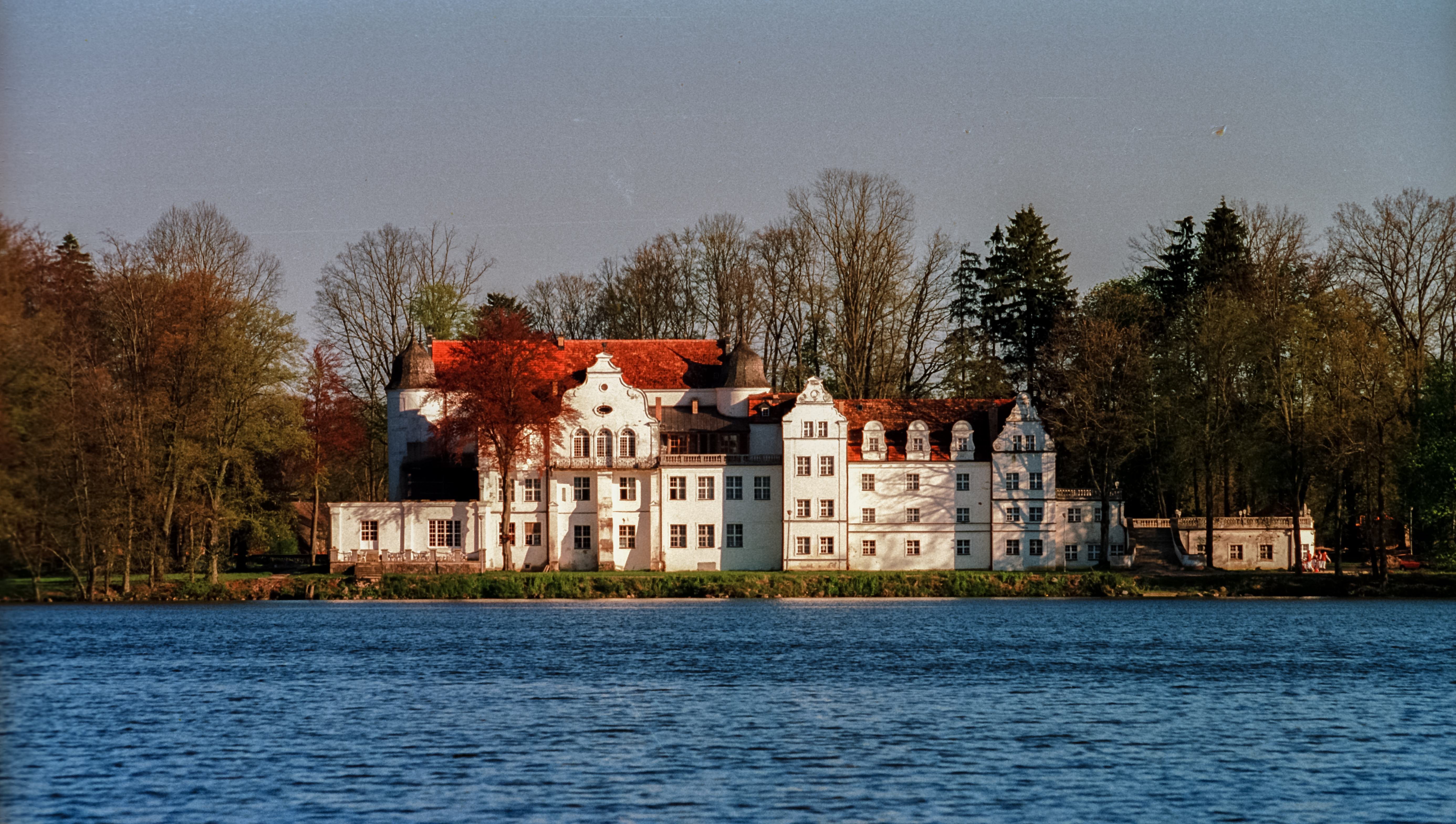
Schloss Crangen

Die Familie von Riepenhausen leitete sich ursprünglich von einer gleichnamigen Uradelsfamilie aus der Region Göttingen ab. Die eigene sichere Stammreihe geht auf das 16. Jahrhundert zurück und ist seit 1881 in Pommern ansässig gewesen. Die Preußische Adelsanerkennung erfolgte unter gnadenweiser Ergänzung der Beweisführung, Bad Gastein 20. Juli 1877, für die Brüder Karl Wilhelm und Robert Hans Riepenhausen, beide Sekonde-Leutnant in preußischen Diensten.
Sein Vater war Karl Friedrich Georg Christian Riepenhausen (1818–1876), der die Nobilitierung nicht mehr erlebte; seine Mutter war Marie Charlotte Henriette Amalie Koch (1823–1912) aus der Alsfelder Leinenfabrikantenfamilie Koch und eine Tante der Schriftstellerin Henny Koch. Karl Wilhelm von Riepenhausen selbst besuchte das Gymnasium und das Kadettenkorps. Er trat zum Deutsch-Französischen Krieg aus der Selekta in die Armee und wurde bei der Einnahme von Orleans (11. Oktober 1870) verwundet (Schuss durch den linken Fuß). Er war zuletzt à la suite des Badischen Leib-Dragoner-Regiments Nr. 20 und Offizier von 1870 bis 1881. Danach widmete er sich der Bewirtschaftung seines Grundbesitzes in Crangen und war früh im Bund der Landwirte organisiert. Er war Autor von Ulex europaeus und seine Bedeutung als Futterpflanze für den Standboden und Gesicherte Familienheimstätten für alle Stände im Deutschen Reich; fand hierbei überregionale Bedeutung. Weiter war er Inhaber des Eisernen Kreuzes II. Klasse und des Ritterkreuzes II. Klasse des Ernestinischen Hausordens. Ab 1887 war Riepenhausen Ehrenritter des Johanniterordens. 1888 wurde er zum königlich preußischen Kammerherrn ernannt. 1890 fand Karl von Riepenhausen Erwähnung im Deutschen Millionär-Adressbuch.
Von 1894 bis 1908 war er Mitglied des Preußischen Abgeordnetenhauses und von 1903 bis 1907 war er Mitglied des Deutschen Reichstags für den Wahlkreis Regierungsbezirk Stralsund 1 (Landkreis Rügen, Stralsund, Landkreis Franzburg) und die Deutschkonservative Partei. Bereits 1900 war Riepenhausen Mitglied und Patron des Rügisch-Pommerschen Geschichtsvereins zu Greifswald und Stralsund. Ende der 1920er Jahre war er Mitglied der Schlesischen Gesellschaft für Vaterländische Kultur. Hauptwohnsitz war damals Binz. In Binz fand nach seinem Ableben auch am 11. April 1929 die Trauerfeier statt, anschließend die Überführung und Beisetzung im Mausoleum im Schlosspark Putbus.

## Familie
Er heiratete in erster Ehe 1876 in Reval Natalie Elisabeth von Uexküll (1852–1935), eine Tochter der Schriftstellerin Natalie von Uexküll, geb. Harder, aus russischem Adel stammend, und des Gutsbesitzers Jakob (James) von Uexküll-Gyllenband. Diese Ehe wurde 1908 in Lugano und in Berlin geschieden. Karl von Riepenhausen heiratete dann in zweiter Ehe Asta Eugenie Gräfin von Wylich und Lottum zu Putbus (1860–1934), die zweite Tochter des Fürsten Wilhelm Malte II. zu Putbus und der Wanda Maria von Veltheim-Bartensleben. Seine Ehefrau beerbte 1930 ihre ältere Schwester Marie (1858–1930), verheiratete von Veltheim, als Fideikommissherrin und Fürstin zu Putbus und starb selbst 1934; ihr Erbe wiederum wurde der Neffe Malte von Veltheim-Lottum. Dieser nahm mit Genehmigung des Reichsministers des Innern am 20. Oktober 1938 den Familiennamen Malte von und zu Putbus an und starb 1945 im Konzentrationslager Sachsenhausen.
Aus der ersten Ehe stammte der Sohn (Karl) Carl Alexander James Robert von Riepenhausen, (geboren in Gotha am 28. November 1876; gestorben am 24. November 1944 in Krangen), Dr. jur., deutscher Gesandter a. A., Major d. R. a. D. und Erbe auf Schloss Crangen mit Rittergut Crangen (Krangen) und Rittergut Drenzig. Dieser Familienbesitz hatte insgesamt eine Größe von 1318 ha. Die Leitung oblag dem Rentamt in Krangen.

## Werke
- Stechginster. (Ulex europaeus) und seine wirtschaftliche Bedeutung als Futterpflanze für den Sandboden, Zweite Auflage, Ducker & Humblot, Leipzig 1889.
- Gesicherte Familienheimstätten im deutschen Reich, Duncker & Humblot, Leipzig 1890.